# Basketballnationalmannschaft der Dominikanischen Republik
Die Basketballnationalmannschaft der Dominikanischen Republik der Herren vertritt die Dominikanische Republik bei Basketball-Länderspielen. Sie gehört zu den besseren Nationalmannschaften Lateinamerikas und ist ein regelmäßiger Teilnehmer an den kontinentalen Endrunden bei der Basketball-Amerikameisterschaft.
Insbesondere in der jüngeren Vergangenheit feierte sie größere Erfolge, bei der Amerikameisterschaft 2011 konnte man mit der Bronzemedaille erstmals eine Medaille gewinnen und verpasste die Qualifikation für den olympischen Basketballwettbewerb 2012 nur sehr knapp.

## Geschichte
1977 gewann man erstmals die Zentralamerikameisterschaften vor heimischem Publikum und durfte an der Weltmeisterschaft 1978 auf den Philippinen teilnehmen. Nachdem man in der Vorrunde sieglos geblieben war, konnte man in der Platzierungsrunde noch zwei Siege erringen und belegte den drittletzten und zwölften Platz bei den Titelkämpfen. Anschließend stellten sich keine weiteren Erfolge mehr ein.
Erst Mitte der 1990er Jahre gewann man wieder Medaillen bei den Zentralamerikameisterschaften. Nachdem die Mannschaft regelmäßig in diesem Wettbewerb zu den Medaillengewinnern gehört hatte, gewann man schließlich vor eigenem Publikum die „Centrobasket 2004“, als der Dauerrivale und mehrfacher Olympiateilnehmer Puerto Rico mit einem Punkt Unterschied besiegt werden konnte. Unter Führung der NBA-Profis Al Horford, Francisco García und Charlie Villanueva sowie mit Jack Michael Martínez und Luis Alberto Flores gewann man bei den Amerikameisterschaften 2011 erstmals eine Medaille, als Puerto Rico, gegen die man in der Zwischenrunde noch verloren hatte, im „kleinen Finale“ besiegt werden konnte. Damit war man für das Qualifikationsturnier für die Olympischen Spiele 2012 in London qualifiziert. Im Juni 2012 besiegte die Mannschaft vor heimischem Publikum im Finale Puerto Rico bei den Zentralamerikameisterschaften und gewann gegen den Rekordgewinner dieses Wettbewerbs selbst zum dritten Mal den Titel.
Beim olympischen Qualifikationsturnier Anfang Juli 2012 im venezolanischen Caracas wurde man von dem bekannten US-amerikanischen Trainer John Calipari trainiert und überstand erfolgreich die Vorrunde. Nachdem im Viertelfinale der EM-Vierte Mazedonien besiegt werden konnte, verlor man jedoch die beiden entscheidenden Spiele gegen den mehrfachen olympischen Medaillengewinner Litauen sowie etwas überraschend gegen Nigeria.

### Bekannte Spieler
Bekannte Spieler, die in der jüngeren Vergangenheit in der Nationalmannschaft spielten, sind:
| - Ricardo Greer (* 1977) - Josh Asselin (* 1978) - Jeff Greer (* 1979) - Luis Alberto Flores (* 1981) | - Sammy Mejia (* 1983) - Charlie Villanueva (* 1984) - Al Horford (* 1986) - Karl-Anthony Towns (* 1995) |

## Abschneiden bei internationalen Wettbewerben

### Weltmeisterschaften
| - 1959 bis 1974 – nicht qualifiziert - 1978 – 12. Platz - 1982 bis 2010 – nicht qualifiziert - 2014 – 13. Platz - 2019 – 16. Platz - 2023 – 14. Platz |

### Olympische Spiele
| - 1956 bis 2020 – nicht qualifiziert |

### Amerikameisterschaften
| - 1980 – nicht teilgenommen - 1984 – 9. Platz - 1988 – nicht qualifiziert - 1989 – 6. Platz - 1992 – nicht qualifiziert | - 1993 – 9. Platz - 1995 – 7. Platz - 1997 – 9. Platz - 1999 – 7. Platz - 2001 – nicht qualifiziert | - 2003 – 8. Platz - 2005 – 6. Platz - 2007 – nicht qualifiziert - 2009 – 5. Platz - 2011 – . Platz | - 2013 – 4. Platz - 2015 – 6. Platz - 2017 – 7. Platz - 2021 – 8. Platz |

### Panamerikanische Spiele
| - 1955 – nicht teilgenommen bis 1975 – oder nicht qualifiziert - 1979 – 9. Platz - 1983 – 9. Platz - 1987 – nicht teilgenommen - 1991 – nicht teilgenommen - 1995 – nicht teilgenommen | - 1999 – 6. Platz - 2003 – . Platz - 2007 – nicht teilgenommen - 2011 – 4. Platz - 2015 – 4. Platz - 2019 – 4. Platz |

### Zentralamerikanische Meisterschaften
| - 1965 – nicht teilgenommen - 1967 – nicht teilgenommen - 1969 – 5. Platz - 1971 – 4. Platz - 1973 – 7. Platz | - 1975 – 4. Platz - 1977 – . Platz - 1981 – 5. Platz - 1985 – 6. Platz - 1987 – 4. Platz | - 1989 – 5. Platz - 1991 – nicht platziert - 1993 – 4. Platz - 1995 – . Platz - 1997 – . Platz | - 1999 – . Platz - 2001 – 5. Platz - 2003 – . Platz - 2004 – . Platz - 2006 – 5. Platz | - 2008 – . Platz - 2010 – . Platz - 2012 – . Platz - 2014 – . Platz - 2016 – . Platz |